# 科斯米夫卡
50°41′57″N 24°10′25″E / 50.69917°N 24.17361°E
科斯米夫卡（烏克蘭語：Космівка），是烏克蘭的村落，位於該國西部沃倫州，由沃洛德米爾區負責管轄，面積4.3平方公里，海拔高度215米，2001年人口99，人口密度每平方公里23.02人。